# Eurytoma promecothecae
Eurytoma promecothecae is een vliesvleugelig insect uit de familie Eurytomidae. De wetenschappelijke naam is voor het eerst geldig gepubliceerd in 1939 door Ferrière.